# Royston Grange
Die Royston Grange war ein Kühlschiff der Londoner Houlder Line. Das Schiff geriet im Mai 1972 nach einer Kollision auf dem Río de la Plata in Brand, wobei alle 74 an Bord befindlichen Personen ums Leben kamen.

## Geschichte
Das unter britischer Flagge in Fahrt gesetzte Schiff wurde 1959 auf der Hawthorn-Leslie-Werft in Hebburn im Auftrag der Eigner Houlder Brothers in London gebaut und zusammen mit dem 1960 folgenden Schwesterschiff Hardwicke Grange  im Südamerikadienst der Reederei Houlder Line betrieben.

### Kollision und Brand vor Montevideo
Im Mai 1972 befand sich die Royston Grange auf einer Reise mit einer Ladung gekühltem und gefrorenem Rindfleisch und Butter von Buenos Aires nach Montevideo, wo weitere Kühlladung für London an Bord genommen werden sollte. Um 05:40 Uhr des 11. Mai kollidierte der Frachter im dichten Nebel etwa 35 Seemeilen vor dem Zielhafen Montevideo im Punta-Indio-Kanal mit dem entgegenkommenden liberianischen Tanker Tien Chee, der eine Ladung von rund 20.000 Tonnen Rohöl an Bord hatte. Mehrere Tanks der Tien Chee brachen auf und das Schiff geriet sofort in Brand. Die folgenden Explosionen und das Feuer auf dem Tanker griffen unmittelbar auf die Royston Grange über.

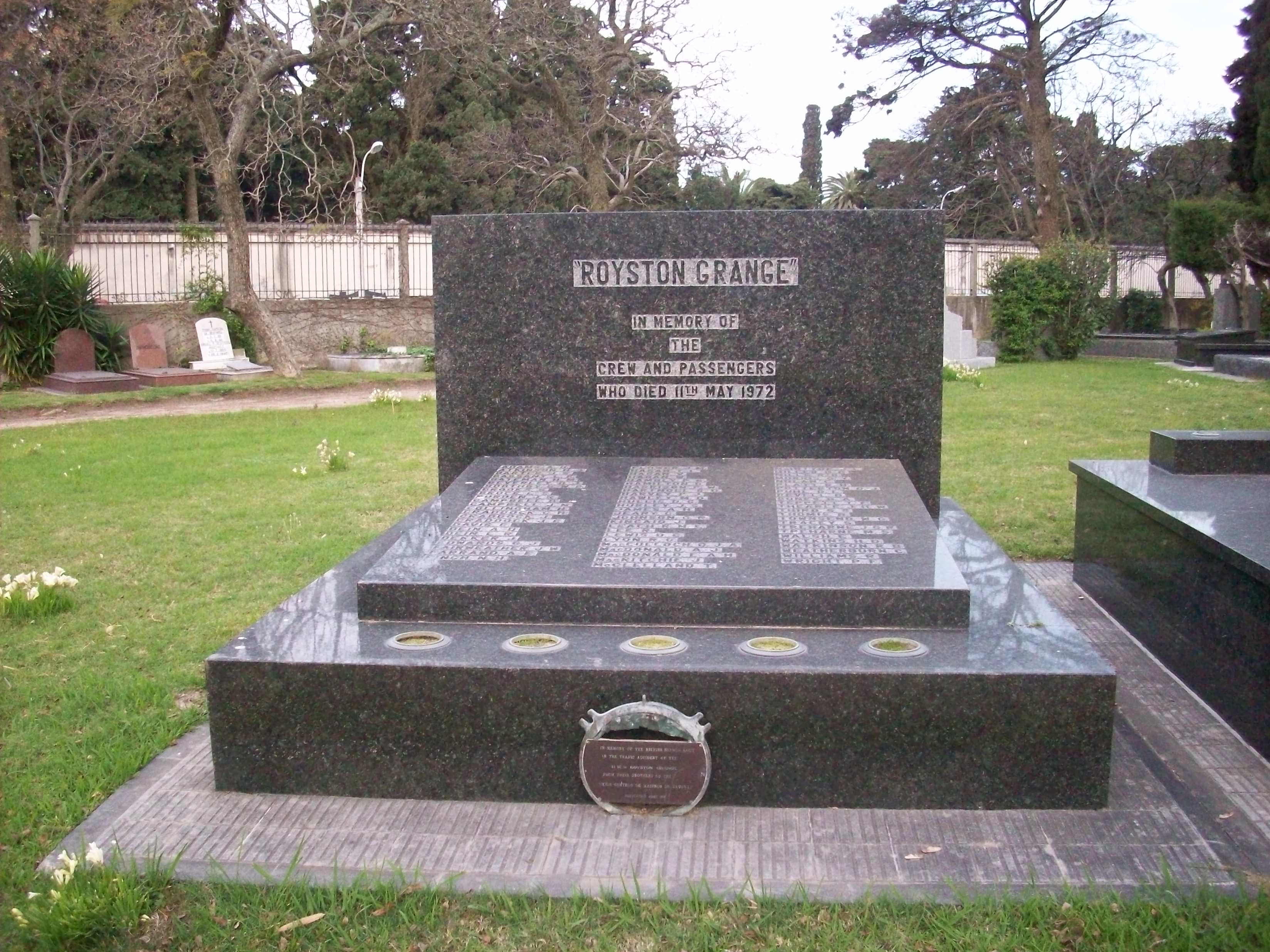
Grabstein der Royston Grange-Opfer auf dem britischen Friedhof in Montevideo

Der Brand tötete alle 61 Besatzungsmitglieder, die zwölf Passagiere und den Lotsen auf der Royston Grange. Auf der Tien Chee starben acht Seeleute der 40-köpfigen Besatzung, die restlichen 32 Männer und deren Lotse konnten sich ins Wasser retten, wo sie von argentinischen Schiffen geborgen wurden.
Keiner der beiden Havaristen sank bei dem Brandunglück. Die Tien Chee, die zunächst den kompletten Verkehr auf dem Seekanal blockierte, wurde nach Buenos Aires geschleppt und dort 1976 verschrottet. Die Royston Grange wurde nach Montevideo eingeschleppt, wo man zunächst die Restladung löschte. Danach lag das ausgebrannte Schiff über mehrere Jahre in Montevideo auf, bevor man es zum Abbruch nach Barcelona schleppte. Dort traf die Royston Grange schließlich am 20. Mai 1979 zur Verschrottung ein.

### Untersuchung
Eine Untersuchung des Seeunfalls seitens liberianischer Stellen ergab, dass die Havarie durch die zu weit südlich – und damit auf der falschen Seite des Kanals – fahrende Tien Chee ausgelöst wurde. Die Begegnung mit dem einkommenden Tanker führte bei der entgegenkommenden Royston Grange zunächst zu einer Absetzbewegung an der Fahrwasserkante und dann zur anschließenden Kollision. Der Bericht kam zu dem Schluss, dass die Tien Chee, die aufgrund ihres hohen Tiefgangs auf eine möglichst tiefe Fahrrinne angewiesen war, unter den gegebenen Umständen nicht in den Kanal hätte einfahren dürfen und bemängelte die schlechte Fahrrinneninstandhaltung.

## Technik
Die Aufbauten Royston Grange waren durch eine Ladeluke geteilt. Die Maschinenanlage des Frachters war achtern angeordnet. Der Antrieb des Schiffes bestand aus zwei Hawthorn-Leslie-Dampfturbinen, die auf einen Festpropeller wirkten.

## Einzelbelege
1. 1 2 3  John Clandillon-Baker: The Royston Grange Tragedy bei The Pilot, 9. Januar 2012 (englisch)